# Schloss La Rochefoucauld

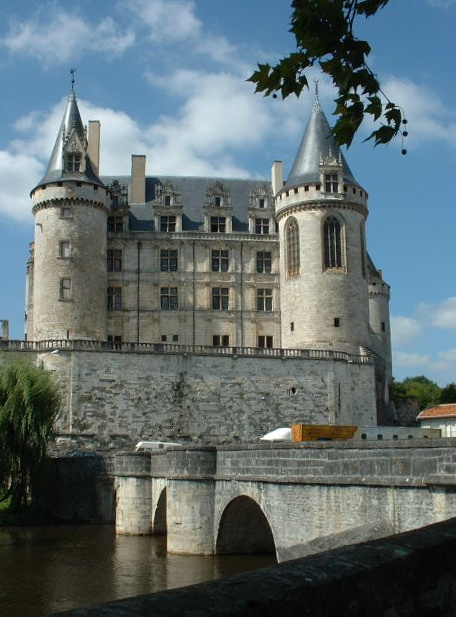
Schloss La Rochfoucauld

Das Schloss La Rochefoucauld in La Rochefoucauld im Département Charente ist ein Renaissanceschloss, das größtenteils um 1520 an der Stelle einer Burg errichtet wurde, deren erste Erwähnung aus dem Jahr 1026 stammt und von der die Türme erhalten geblieben sind.
Das Schloss und sein Park wurden 1955 unter Denkmalschutz gestellt.

## Geschichte

### Seit den Anfängen im 11. Jahrhundert
Im Jahr 1019 trat Foucauld, Seigneur de La Roche (1019/37 bezeugt), in einer Urkunde des Kopialbuchs des Klosters Uzerche auf: Er nahm zusammen mit seinen Söhnen, seiner Tochter Ava und seinem Schwiegersohn Aimery Ostafranc (1010/19 bezeugt), dem Stammvater der Familie Rochechouart, an einer Schenkung des Vicomte Adémar I. von Limoges (Haus Limoges) der Kirche von Nieuil an das Kloster Uzerche teil. In einem Dokument der Abtei Saint-Cybard in Angoulême aus dem Jahr 1026 wird Foucauld als sehr edler Herr der Burg La Roche bezeichnet: „vir nobilissimus Fulcaudus de castrum qui vocatur Rocha“. Dies ist die älteste bekannte Erwähnung des ehemaligen Burg, die heute nicht mehr existiert.
Der Bau des Donjon ist zweifellos Foucauld zu verdanken. Er war damals 16 m hoch. Seine Mauern, die eine Fläche von 11,78 × 12,06 m einnehmen, haben eine Dicke zwischen 2,30 und 2,50 m. Sie sind mit flachen, 80 cm breiten Strebepfeilern in der Mitte der Seiten und in den Ecken versehen. Die Verbindungsfuge zwischen den beiden Bauabschnitten des Donjons ist auf der Innenseite der Burg noch sichtbar. Dieser Donjon ähnelt in seiner Struktur denen, die zur gleichen Zeit vom Grafen von Anjou, Fulko Nerra (972–1040), erbaut wurden: Langeais im Jahr 994, Loches um 1030.
Der Donjon umfasste in seinem ursprünglichen Zustand zwei Stockwerke: ein erstes, etwa 10 m hohes Stockwerk ohne Fenster, dessen einziger Zugang eine Falltür im Gewölbe war; ein zweites, 5,40 m hohes Stockwerk, das als Wohnraum diente und über ein Fenster auf der Ostseite und eine Tür auf der Nordseite verfügte, jedoch zum Zeitpunkt der Errichtung keinen Kamin hatte.
Um 1050 wurden die Güter der Vizegrafschaft Limoges aufgeteilt. Die Nachkommen von Foucauld wurden wahrscheinlich zu dieser Zeit zu Herren der Burg La Roche. Das Lehen blieb jedoch im Besitz des Vizegrafen von Limoges, bevor es von den Grafen von Angoulême übernommen wurde.
Im Jahr 1059 beschlossen die Söhne Foucaulds, Gui und Adémar, neun Mönche aus der Abtei Saint-Florent de Saumur zu holen, um auf ihrem Land gegenüber der Burg ein Priorat zu gründen, in der Hoffnung, dass sich um dieses Priorat herum eine Stadt entwickelt.
Ein Text aus dem Jahr 1109 erwähnt ein Wohngebäude neben dem Donjon, wahrscheinlich aus Holz, in dem der Herr und seine familia (Familie und Vertraute) lebten.
Die Herren von La Roche, ermutigt durch den Grafen von Poitou, eroberten die Burg Verteuil und wollten die Burgen von Loubert, Chabanais und Confolens erobern, wurden jedoch von den Grafen von Angoulême angegriffen: zunächst von Bougrain II., der Verteuil 1137 zerstörte, dann von dessen Sohn Guillaume VI. Taillefer, der 1148 die Burg La Rochefoucauld plünderte.
Emma de La Rochefoucauld, die erstmals 1140 erwähnt wird, ist die letzte Nachfahrin der Familie de la Roche. Als Tochter und Erbin von Aymar de La Roche, Seigneur de La Rochefoucauld, und Mathilde de Chabanais heiratete sie Robert, Seigneur de Marthon. Ihr Besitz ging somit an dessen Familie über.
Guy de Marthon, ihr Sohn, nahm den Namen seiner Mutter an und wurde Seigneur de La Rochefoucauld, Verteuil, Marthon, Blanzac usw. Er ist der Stammvater der heutigen Linie der La Rochefoucauld.
Im Jahr 1299 erhob König Philipp der Schöne die Herrschaft La Rochefoucauld zur Baronie. Im Jahr 1308 starb der Graf von Angoulême, Guido I. von Lusignan, ohne direkte Nachkommen und hinterließ ein Testament zugunsten des Königs von England. Dies veranlasste König Philipp den Schönen, die Grafschaft zu konfiszieren, aber er überließ Foulques de La Rochefoucauld, dem Bischof von Angoulême († 1313), die Wahl einer Lösung für das Vizegrafentum, dessen Lehnsherr er war. Im Jahr 1310 beschloss Foulques, es für 1400 Livres an seinen Neffen Gui VII. de La Rochefoucauld († nah 1344) zu verkaufen.
Im Jahr 1350 ließ Aimeri III. de La Rochefoucauld († 1362) die beiden Eingangstürme errichten.
1453 errichtete Jean de La Rochefoucauld († 1472) die drei Ecktürme und erhöhte den Donjon. Am 17. Juli 1453 hielt sich König Karl VII. in der Burg La Rochefoucauld bei seinem Berater und Kammerherrn auf; dort erfuhr er vom Sieg seiner Truppen über die des englischen Befehlshabers John Talbot in der Schlacht bei Castillon. Dieser Sieg beendete den Hundertjährigen Krieg.

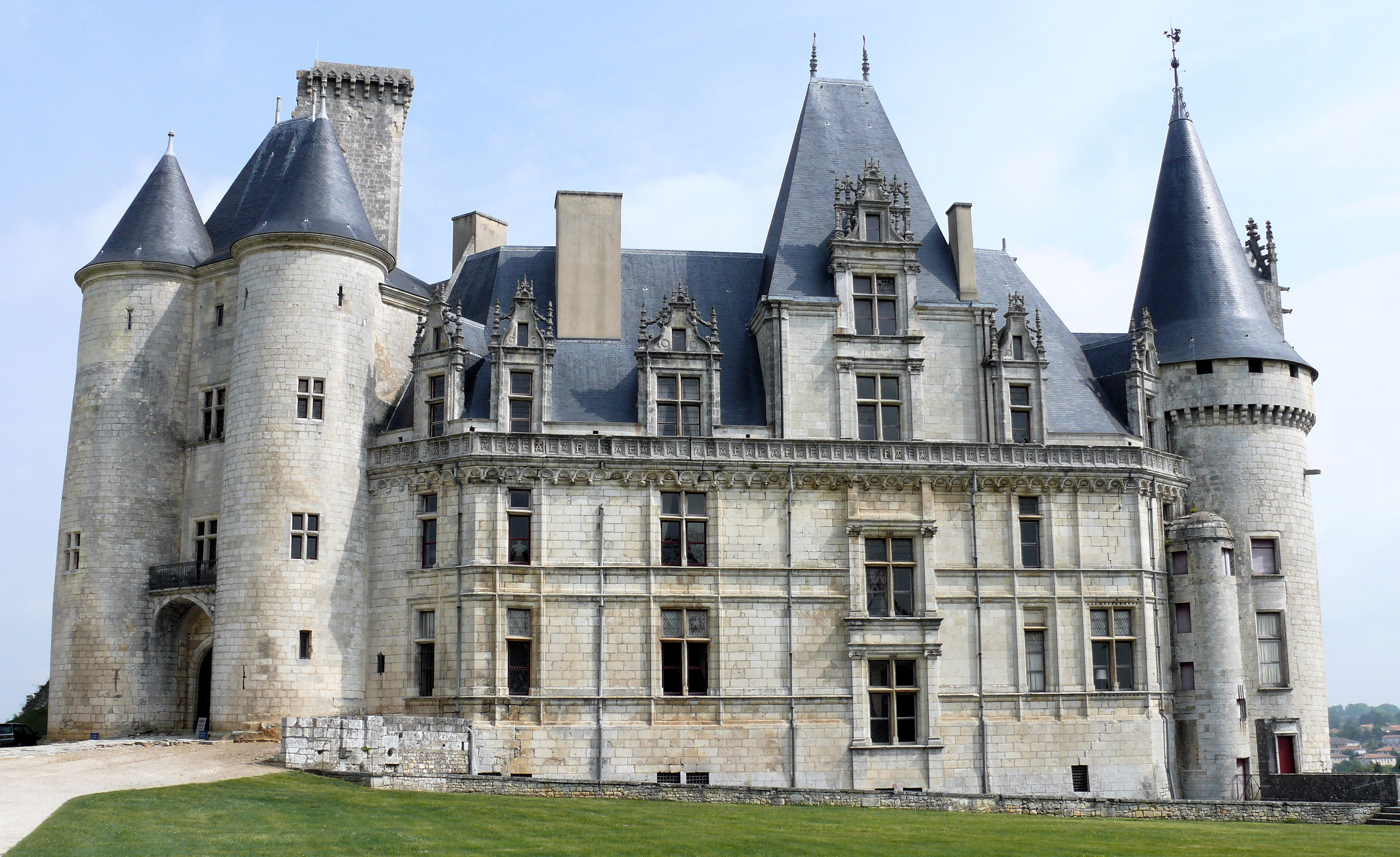
Renaissance-Südflügel, zwischen dem Donjon und der Tour des Archives. Fast in der Mitte steht der hohe quadratische Turm, in dem sich die Wendeltreppe befindet.

### Das Renaissanceschloss
Fast in der Mitte steht der hohe quadratische Turm, in dem sich die Wendeltreppe befindet.
1494 war François I. de la Rochefoucauld († 1517) Pate des einzigen Sohnes von Grafen von Angoulême und Luise von Savoyen. Dieses Kind, dem er seinen Vornamen gab, war der zukünftige König von Frankreich, Franz I. Im Jahr 1515 erhob sein Patenkind die Baronie La Rochefoucauld zu seiner Gunsten zur Grafschaft und gliederte die Baronie Marthon ein.
François II. de La Rochefoucauld († 1533), verheiratet mit Anne de Polignac, ließ den größten Teil des heutigen Schlosses errichten: zwei Wohngebäude, übereinanderliegende Galerien, die Kapelle und eine große Wendeltreppe, die dem Entwurf des Schlosses Bonnivet im Poitou nachempfunden ist, das zu Beginn des 19. Jahrhunderts zerstört wurde. Einzigartig in Frankreich sind die Galerien, die nach italienischem Vorbild (Palazzo Farnese) über drei Stockwerke hinweg angeordnet sind. Das Renaissanceschloss bewahrt Elemente des vorherigen Schlosses (insbesondere den Donjon und die Türme): Die Anordnung ist so gewählt, dass der Donjon sowohl von außerhalb des Schlosses als auch vom Innenhof aus gut sichtbar bleibt.
1533 befahl François II. de La Rochefoucauld seiner zukünftigen Witwe, sich in das Schloss Verteuil zurückzuziehen. Von da an wurde das dann unbewohnte Schloss La Rochefoucauld nur noch für große offizielle Empfänge genutzt.

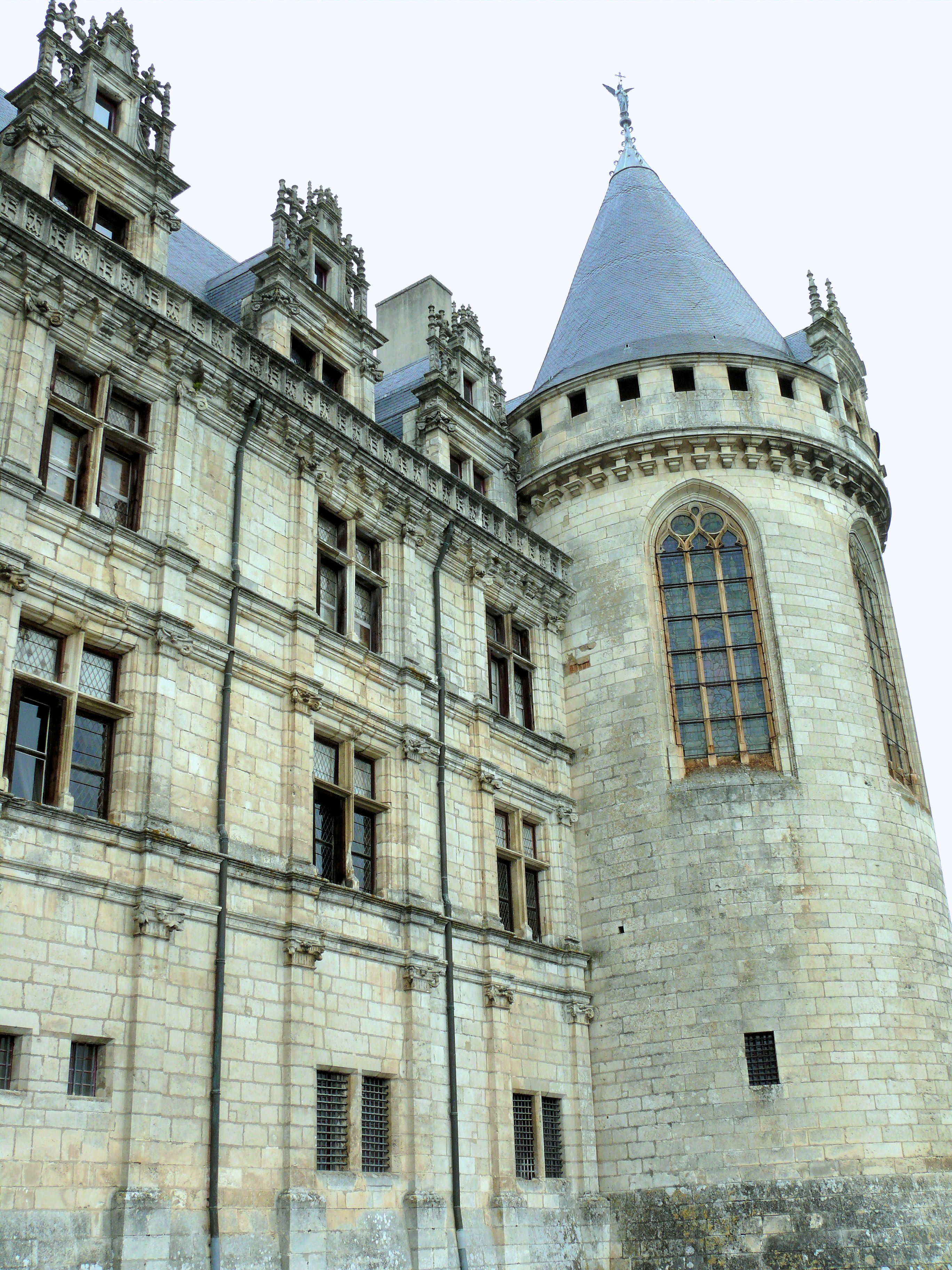
Ostflügel zur Stadt hin: Fassade in Anlehnung an das Schloss Bonnivet und Kapellenturm.
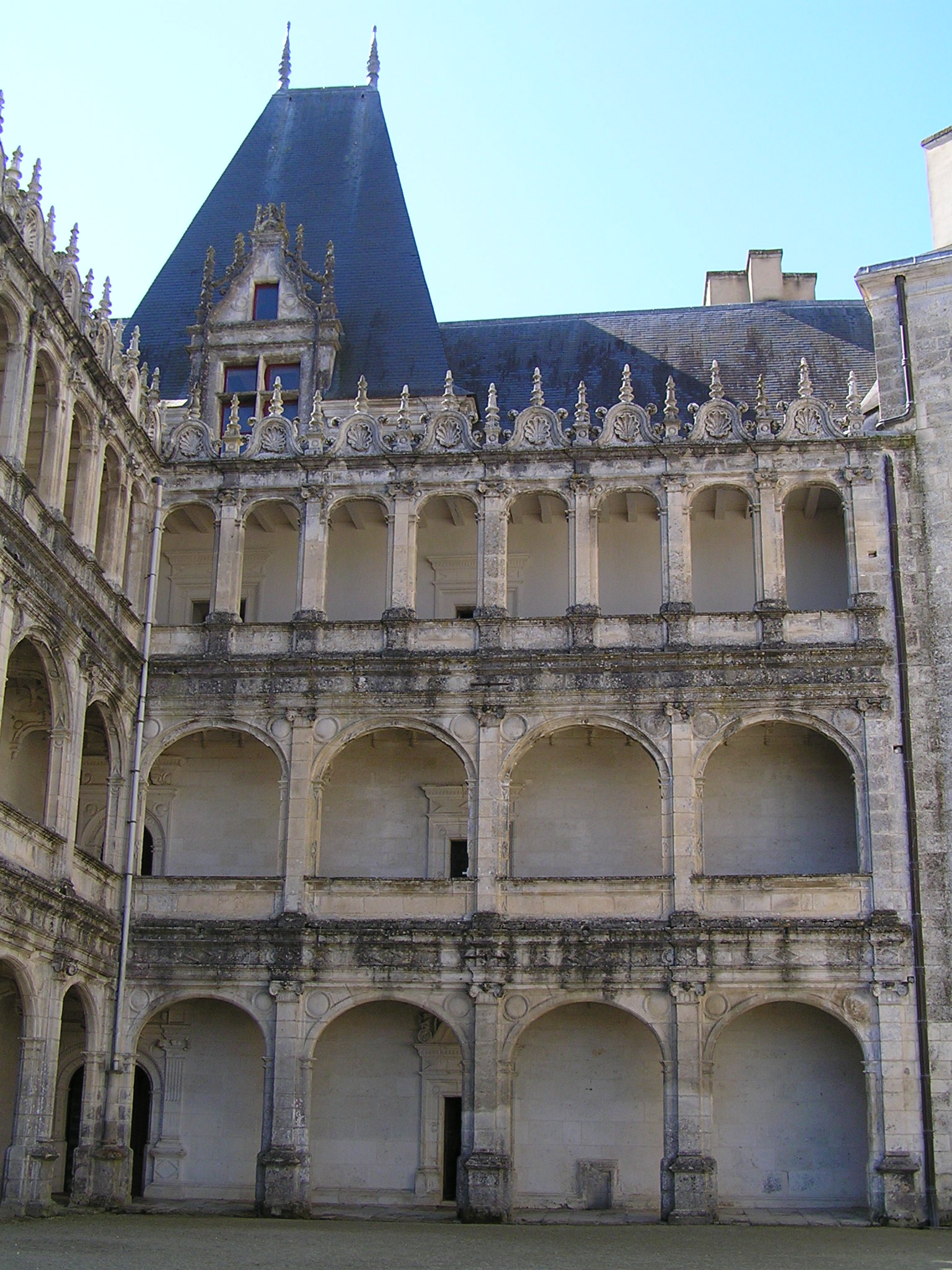
Arcaden auf der Hofseite.
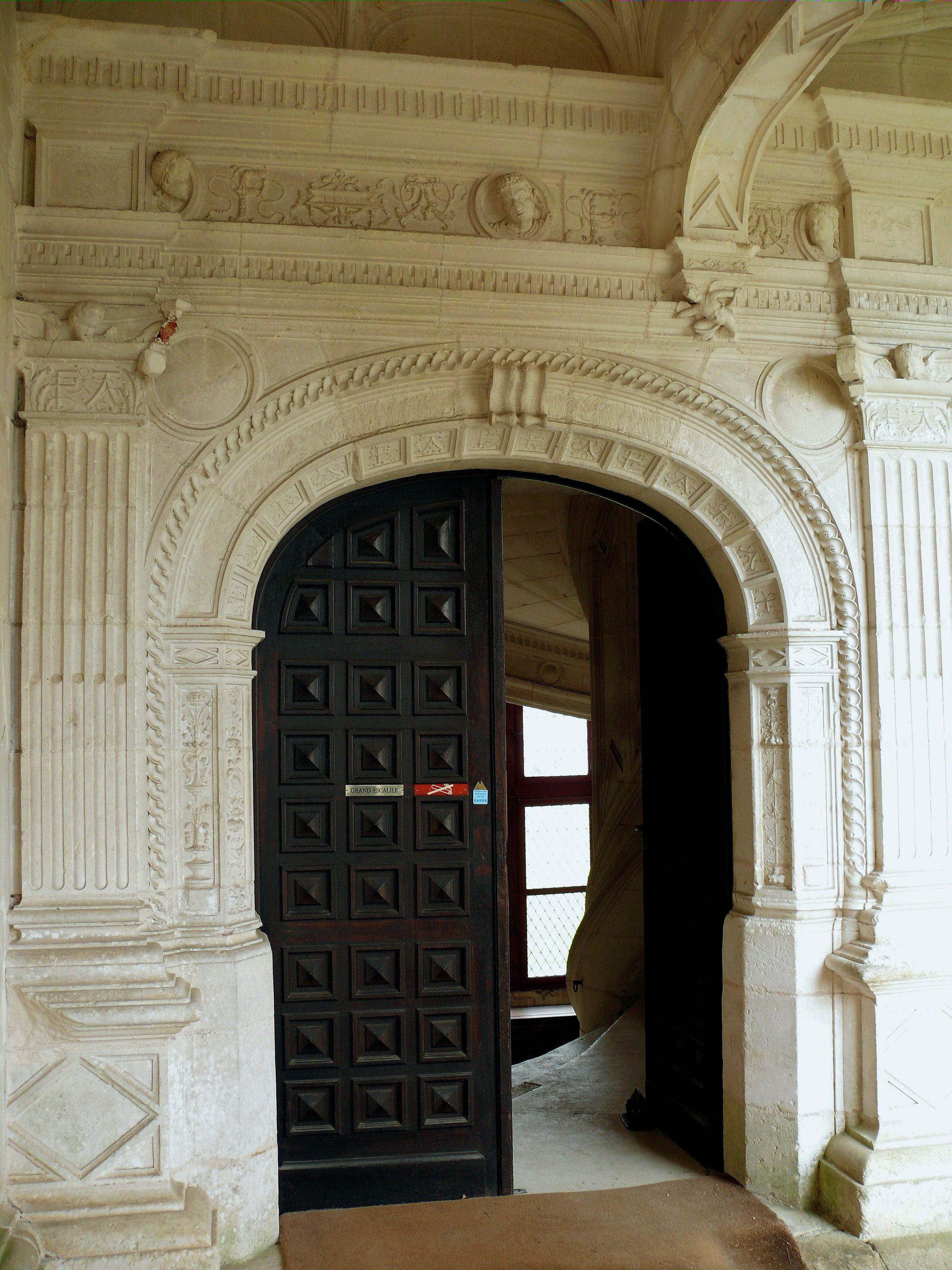
Tür zum Innenhof mit Zugang zur großen Treppe
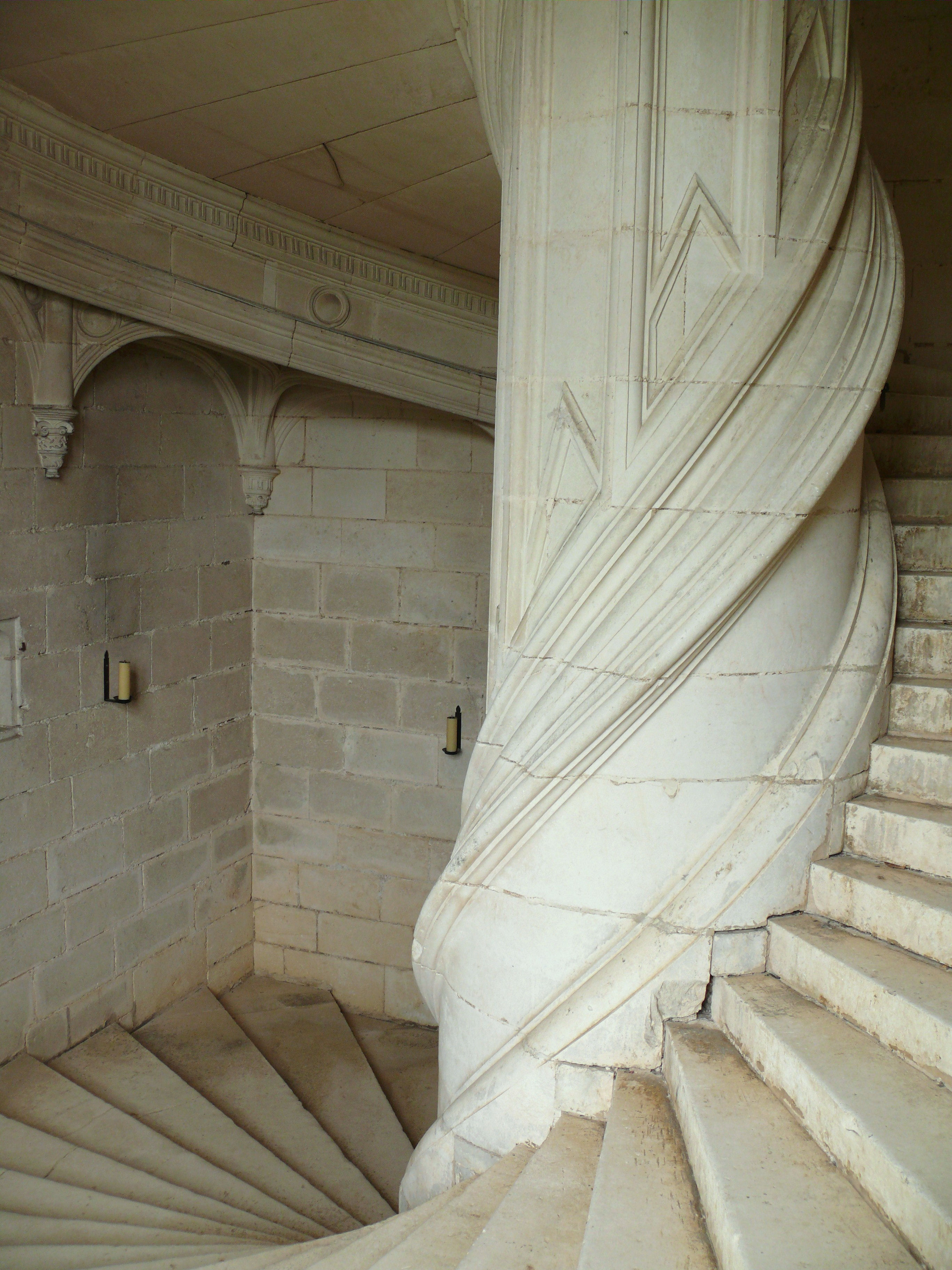
Treppe: zentraler Kern.

1760 wurde der abgebrannte Schlossflügel aus dem 17. Jahrhundert wiederaufgebaut.
Die Archive des Schlosses wurden während der Revolution zerstört.
Der Zugang zum Schloss erfolgt von der Seite des Plateaus aus durch einen Pavillon aus dem frühen 17. Jahrhundert. Vor dem Gebäude befindet sich ein weitläufiger Parterre, auf dem sich die Fassade des Hauptgebäudes aus dem 16. Jahrhundert erhebt.
Ende des 19. Jahrhunderts stellte der Radierer Octave de Rochebrune (1824–1900) aus der Vendée mindestens zwei Aspekte des Schlosses dar: seine Fassade mit Blick auf die Tardoire und den Marktflecken sowie den Innenhof mit den dreifachen Renaissance-Galerien.

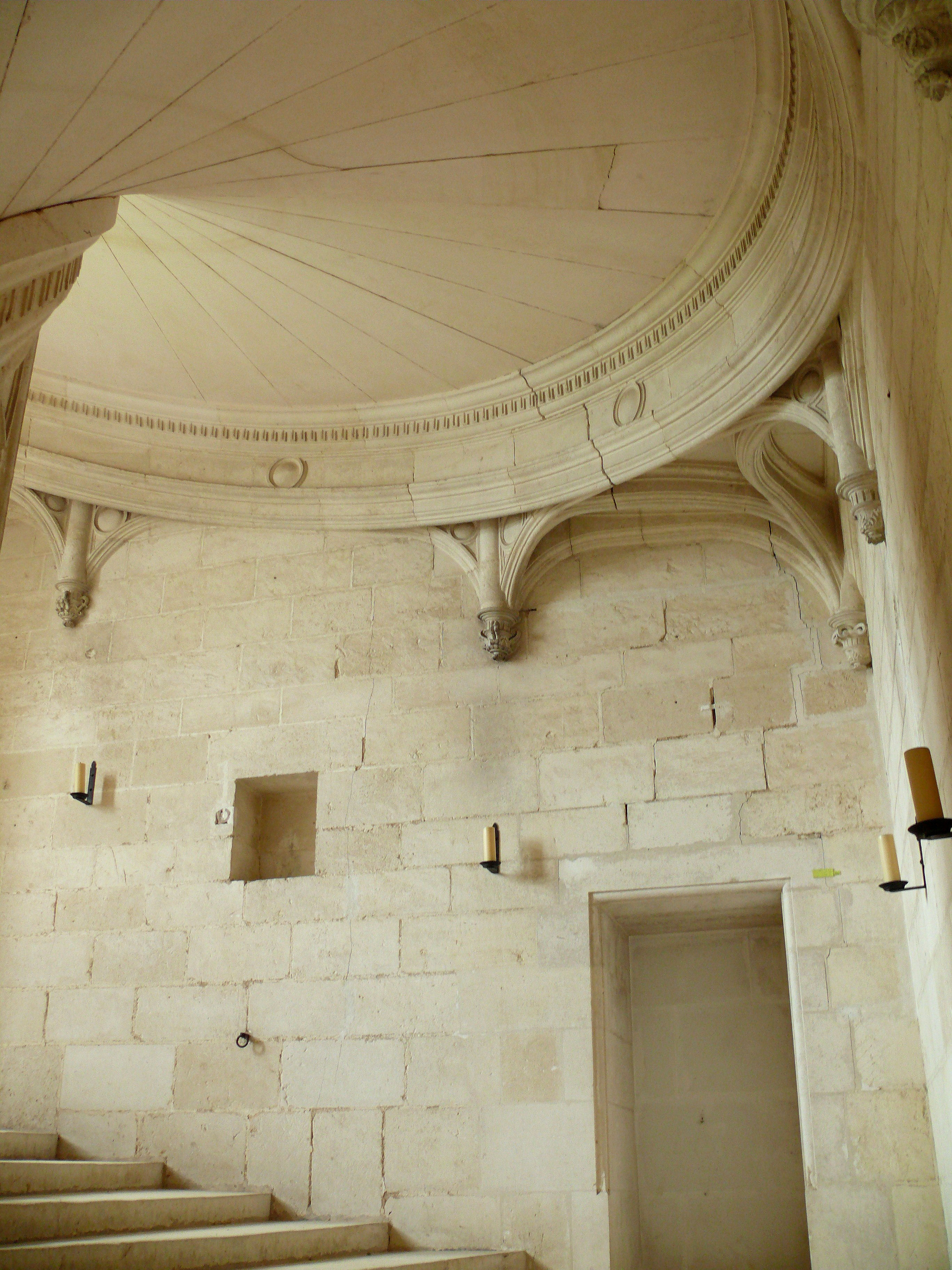
Südflügel: Treppenhaus, in das eine Wendeltreppe in einem Turm mit quadratischem Grundriss integriert ist
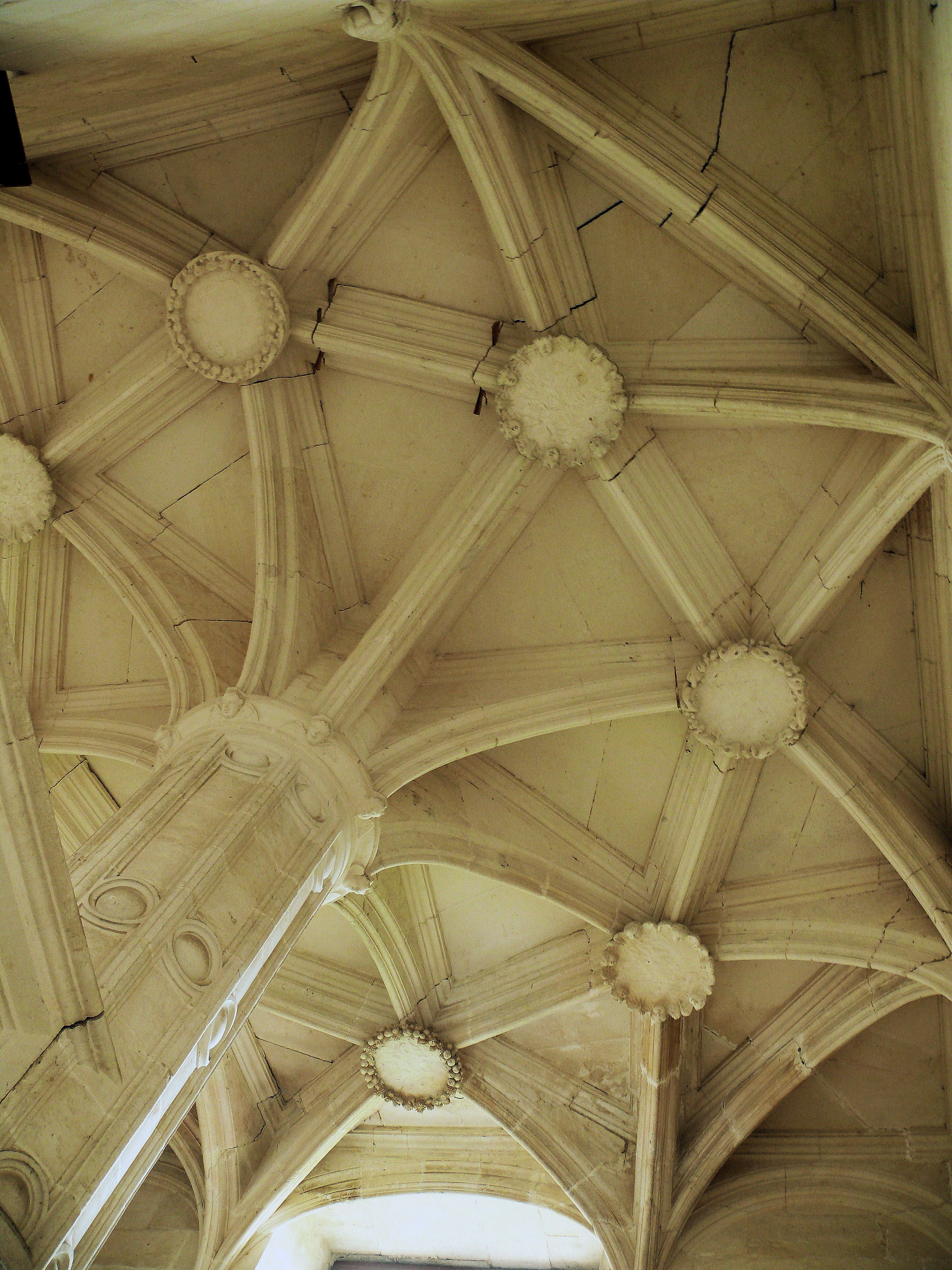
Südflügel: Gewölbe der Treppe.
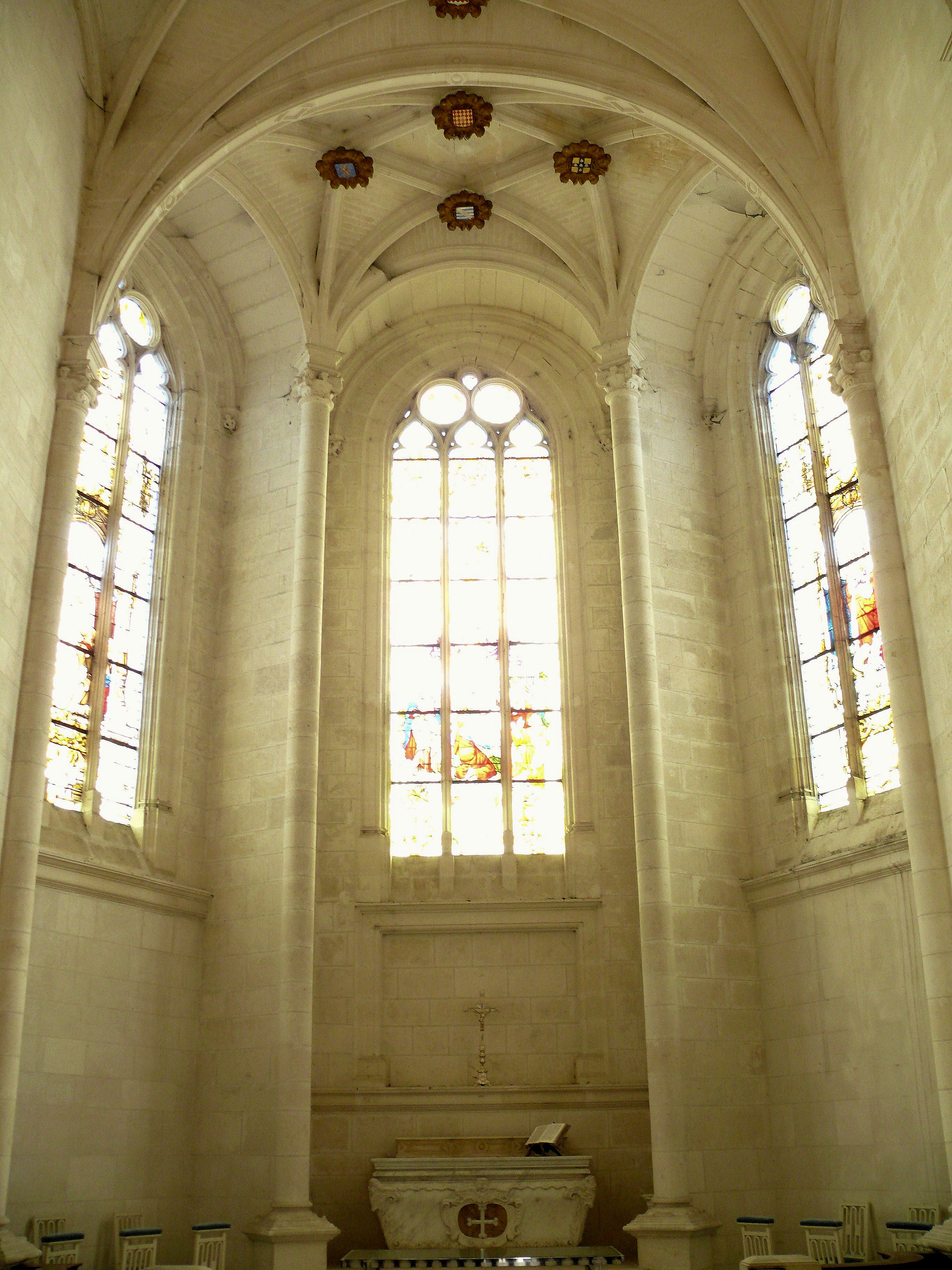
Kapelle im Turm des Ostflügels. Die Schlusssteine tragen die Wappen der mit den La Rochefoucauld verwandten Familien

1909 starb François XVII. de La Rochefoucauld vor seinem Vater. Seine Grabstätte befindet sich in der Kapelle, deren Innenraum umgestaltet wurde: neue Glasfenster, Einbau einer Tribüne, neu gefliester Chor aus glasierter Keramik mit dem Familienmotto „C'est mon plaisir“ (Das ist mein Vergnügen) und den Initialen des verstorbenen Kindes auf einem Banner. Das Grabmal im Renaissancestil besteht aus einer Büste aus weißem Marmor, die von einem Tondo aus polychromer Keramik umgeben ist. Ein gemaltes Ganzkörperporträt, das einst aus dem großen Salon entfernt worden war, wurde wieder an seinen Platz zurückgebracht. Sein Vater, François XVI. (1853–1925), 11. Herzog, und seine Mutter, Matte-Elizabeth Mitchell (1866–1933), wurden später ebenfalls in der Kapelle beigesetzt. Der überschuldete Nachlass der Herzogin, die nur zwei Jahre im Schloss gelebt haben soll, führte zum Verkauf ihres Mobiliars. Einige Stücke, die vermutlich von Fürst Orlov (1787–1862) stammen, wurden von Alphonse und Raymond Réthoré (1901–1986) für den Ausbau ihres Schlosses La Mercerie in Magnac-lès-Gardes erworben, das von 1939 bis 1970 durchgeführt wurde und dessen Möbel 1987 selbst versteigert wurden. Postkarten aus der Sammlung Braun zeigen die Kapelle und einige möblierte Räume.
Das Schloss, das nun leer stand, blieb lange Zeit unbewohnt. Während des Zweiten Weltkriegs diente es als Archivlager. Dann wurde es den Besatzungstruppen übergeben und befand sich anschließend in einem fortgeschrittenen Verfallszustand, der sich in den folgenden vierzig Jahren nur noch verschlimmerte.
Am 28. Januar 1960 stürzte der westliche Teil des Donjons ein. Dafür gab es zwei Gründe: Nicht nur, dass dieses sehr alte Gebäude kaum noch instand gehalten wurde, sondern auch, dass laut einer Inspektion des Schlosses der gesamte südliche Teil auf dem Felsen „rutschte“. Die Überschwemmung von 1962 zeigte, wie wichtig der Grundwasserfluss ist; durch Höhlenforschungen konnten große Karsthöhlen entdeckt werden, die die Stabilität des Gebäudes gefährden könnten.

### Die Restaurierung am Ende des 20. Jahrhunderts
Anlässlich des Besuchs von Charles de Gaulle, Präsident der Republik, in La Rochefoucauld am 12. Juni 1963 baten die Gemeinde und die Vertreter des Departements ihn um seine Unterstützung, um die Fundamente des Schlosses zu konsolidieren. Der Präsident bat daraufhin André Malraux, den Minister für kulturelle Angelegenheiten, Studien durchzuführen, insbesondere zum Zustand des Untergrunds, auf dem die Fundamente ruhen, da dies für eine mögliche finanzielle Beteiligung des Staates ausschlaggebend war. Mehrere Jahre lang mussten Arbeiten durchgeführt werden, um den Karst unter dem Schloss zu stabilisieren. Die Arbeiten an den erhöhten Teilen wurden fortgesetzt, aber die Restaurierung des Donjons konnte bis heute nicht begonnen werden. Dies war für die Eigentümer die Gelegenheit, den Architekten Ieoh Ming Pei um ein „sehr zeitgenössisch inspiriertes Projekt“ zu bitten.
Ab 1990 wurde das Schloss auf Initiative von Sonia Marie Matossian, der zweiten Ehefrau von François XVIII., dem 14. Herzog von La Rochefoucauld (1920–2011, verstorben in La Rochefoucauld), umfassend restauriert. Nach dem Verkauf des Schlosses Montmirail im Jahr 1993 wurden die Möbel, die zahlreichen Gemälde (hauptsächlich Familienporträts), Bücher und verschiedene Familienerinnerungsstücke, die sich dort befanden, nach La Rochefoucauld gebracht. In den folgenden Jahren wurden auch aus dem Schloss Liancourt, einem weiteren Familienbesitz, eine reichhaltige Bibliothek (Ende des 18. Jahrhunderts) mit mehr als 20.000 Bänden – untergebracht in mehreren dafür eingerichteten Räumen auf Regalen, die von der Caisse d'épargne zur Verfügung gestellt wurden –, ein Urkundenarchiv mit etwa 10.000 Archivstücken – darunter zahlreiche Kopien alter Urkunden aus dem 18. Jahrhundert – sowie 300 Karten und Stiche transferiert.

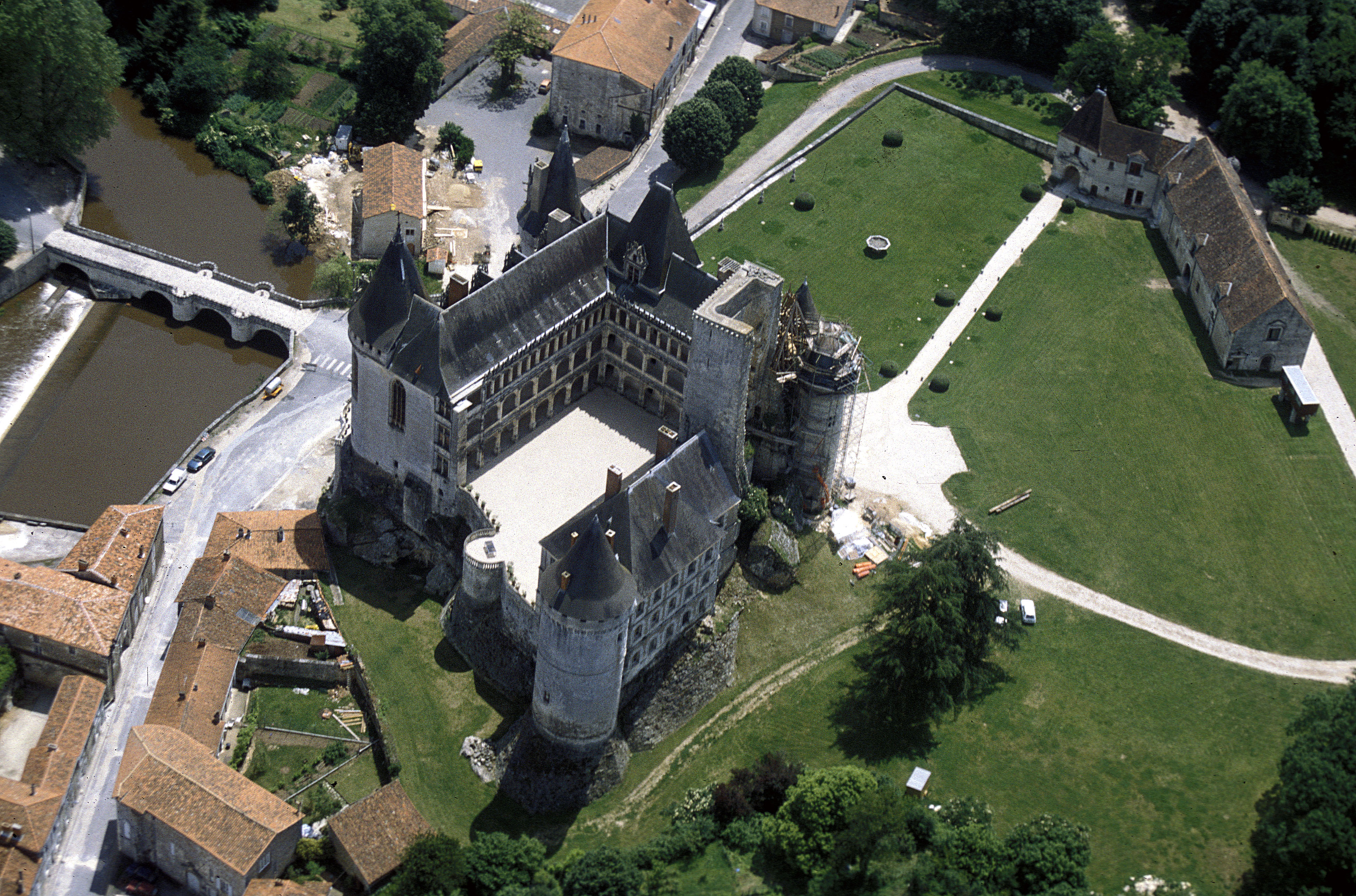
Luftaufnahme des Schlosses La Rochefoucauld.
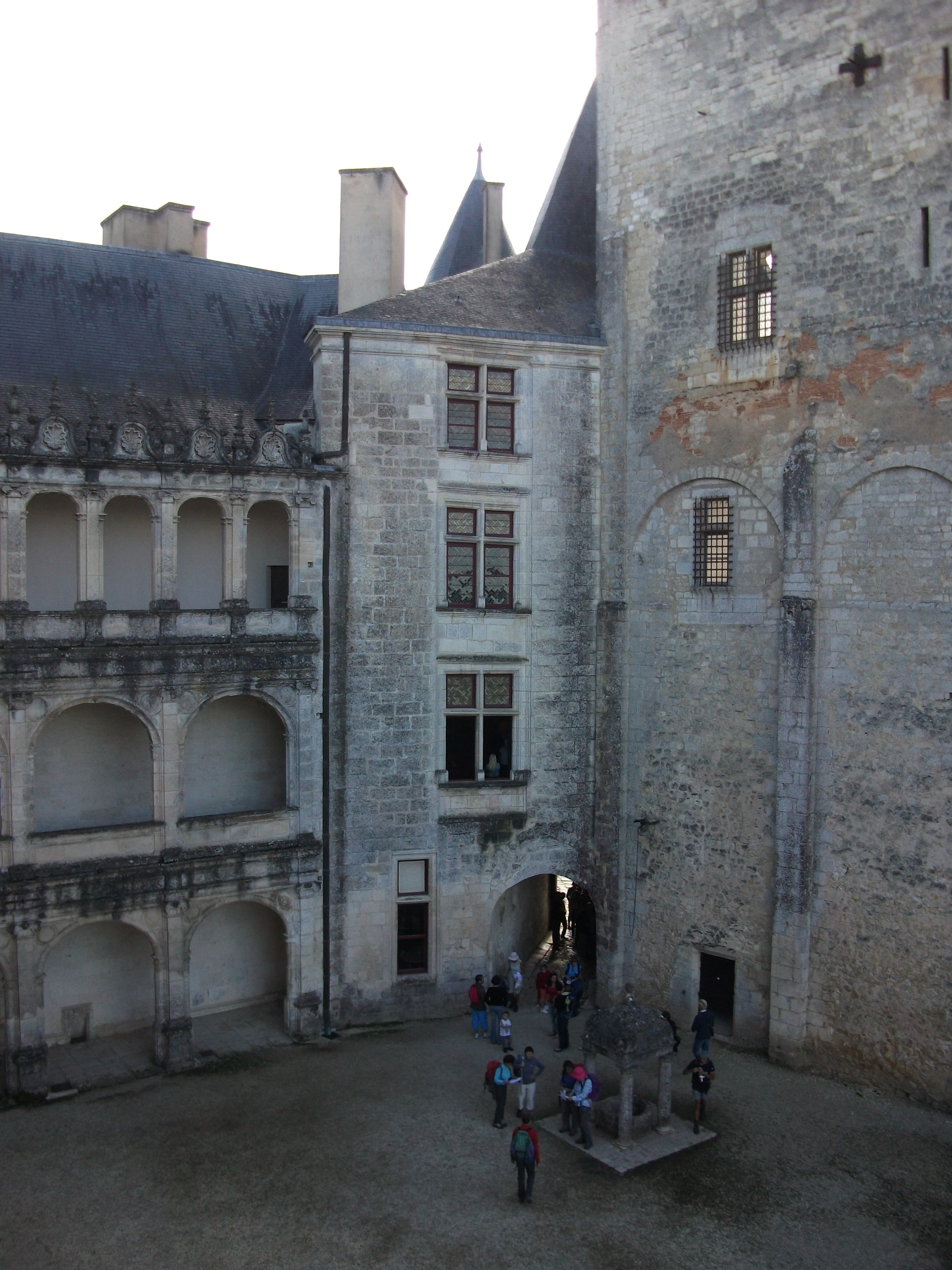
Der Bergfried, rechts.
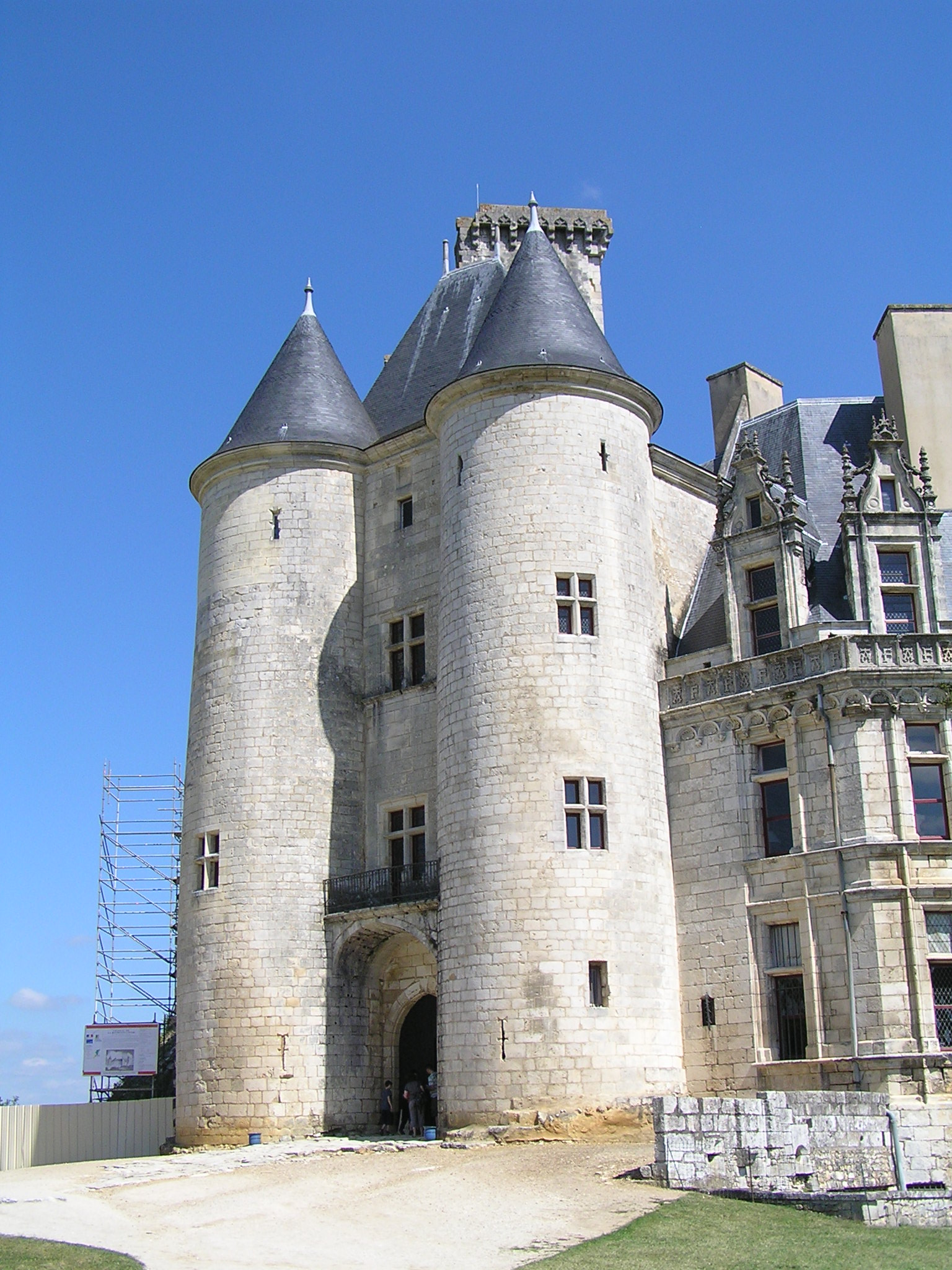
Eingangstor
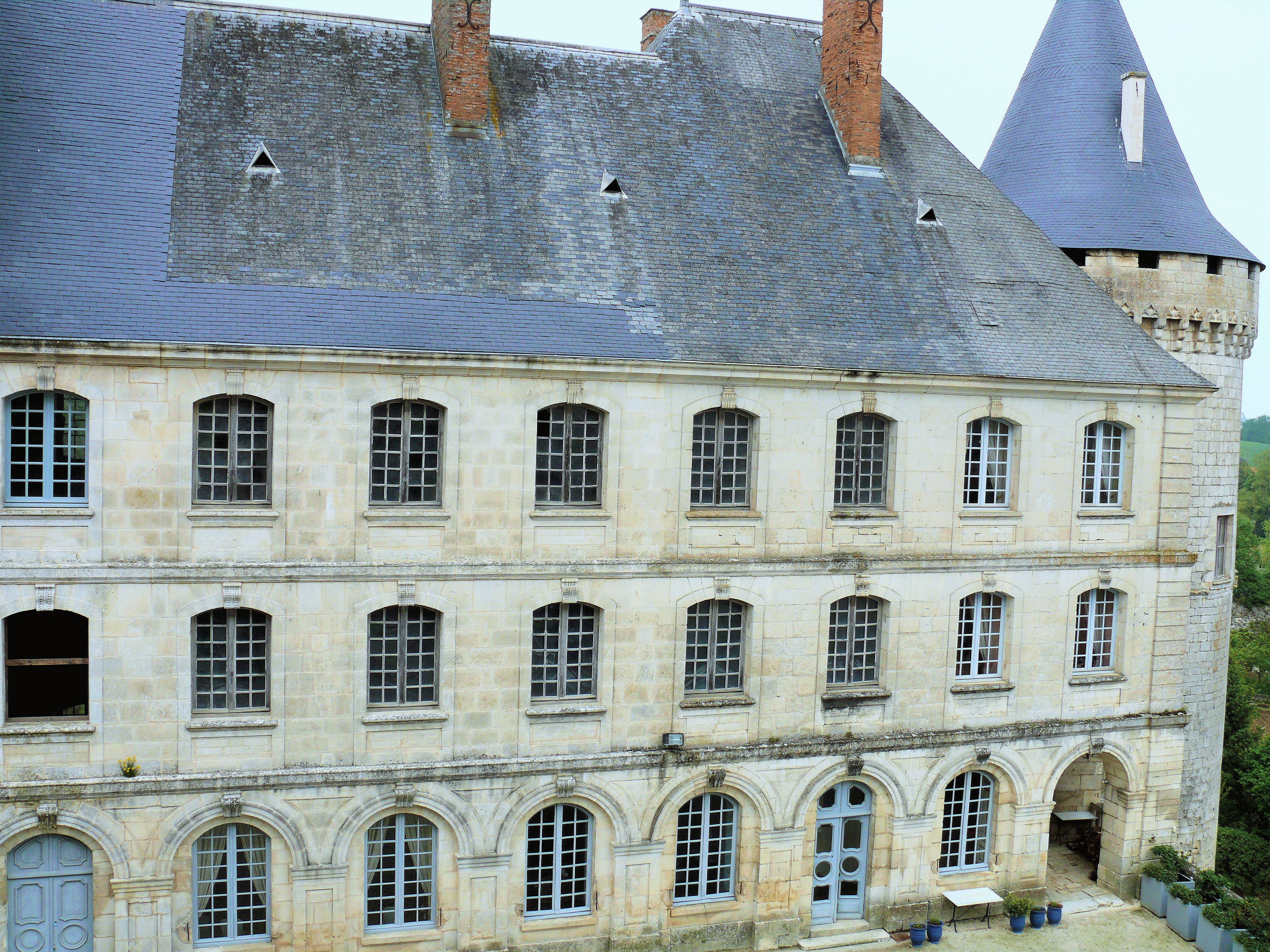
Flügel des 18. Jahrhunderts, Hofseite.
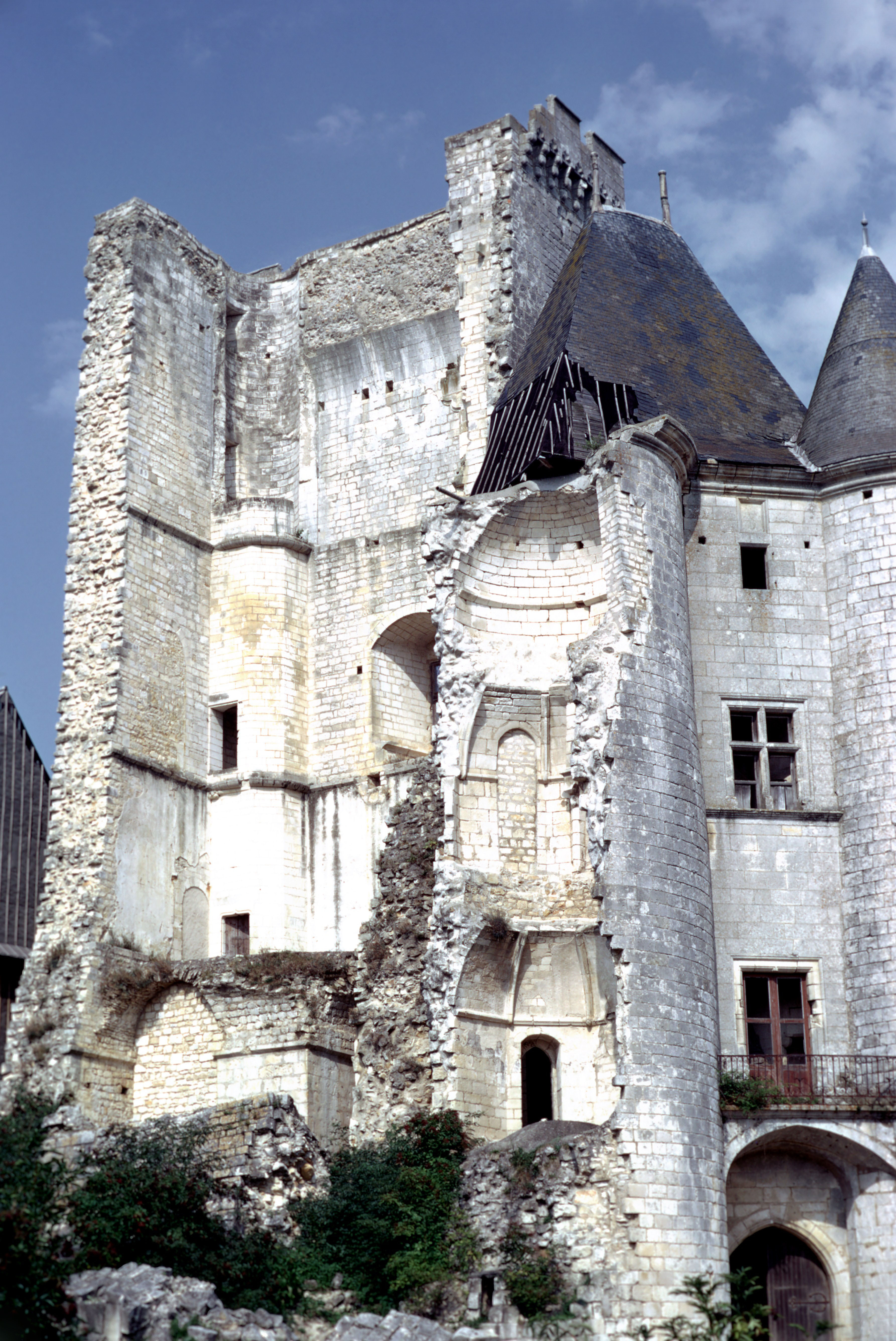
Der Bergfried und einer der Zwillingstürme sind 1973 teilweise eingestürzt.

## Beschreibung
Bei La Rochefoucauld handelt es sich um ein imposantes Schloss im Departement Charente und ein Beispiel für die Architektur der Renaissance.
Die Familie La Rochefoucauld hat den Donjon während aller Erweiterungs- und Umbauphasen des Schlosses als Zeugnis der langen Geschichte ihres Hauses erhalten.
Der alte romanische Donjon ist der älteste Teil, der auf den ersten 16 Metern von Foucauld I. um 1030 erbaut wurde. Die anderen Teile des Schlosses müssen aus Holz gebaut worden sein. Seine Westseite stürzte 1960 ein; das Wiederaufbauprojekt wurde nicht verwirklicht. An ihn grenzt das Eingangstorhaus (13. Jahrhundert) mit seinen beiden Türmen; die Flankentürme mit Maschikuli und hohen Tourelles stammen aus dem 13. bis 15. Jahrhundert. Der Donjon wurde zur gleichen Zeit wie die Türme erhöht, sodass er weiterhin das Schloss überragt. Er ist mit Maschikulis und einem Dach versehen.
Die beiden Hauptgebäude aus dem 16. bis 18. Jahrhundert sind mehrstöckig und weisen im Dachbereich aufwendig gearbeitete Giebelfenster auf, die eine Art Steinspitzendeckwerk bilden. Es gibt eine Fülle von Skulpturen, jedoch im eleganten Stil der Frührenaissance. Die Verputzarbeiten am Südflügel sind noch gotisch, während die Ost- und Südflügel rund um den Innenhof mit Portiken und Arkaden auf drei Ebenen im italienischen Stil verziert sind (einzigartig in Frankreich). Die Kapelle hat ein Kreuzgewölbe und ihre Tür wird von kannelierten Säulen mit korinthischen Kapitellen eingerahmt. Das Meisterwerk des Schlosses ist die von Leonardo da Vinci im 16. Jahrhundert entworfene Wendeltreppe mit 107 Stufen ohne Podest: Sie befindet sich in einem quadratischen Turm des Südflügels.
Im Jahr 1615 wurde das mittelalterliche Schloss abgerissen. Der Hof ist nach Norden hin offen.
Im Jahr 1636 beauftragte François V. de La Rochefoucauld den Architekten Guillaume Cazier aus Angoulême mit dem Wiederaufbau des Westflügels an den Donjon. Der Herzog hatte den Grundriss mit zwei unteren und zwei oberen Zimmern entworfen. Er beauftragte den Baumeister Jean Cazier, den Neffen des Architekten, mit der Pflasterung der Stadtmauer.

Der Innenraum und der Salon
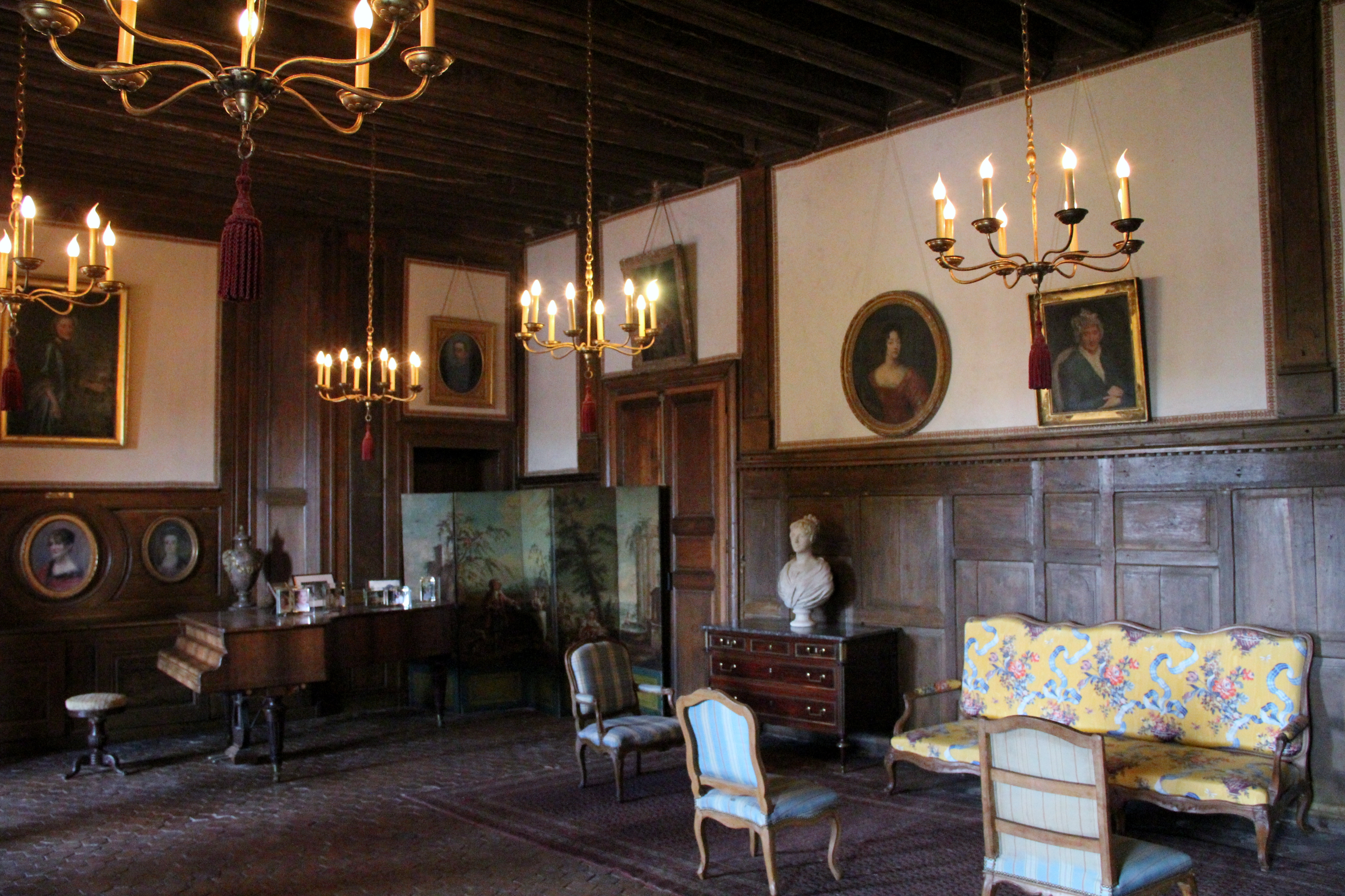
Der Salon
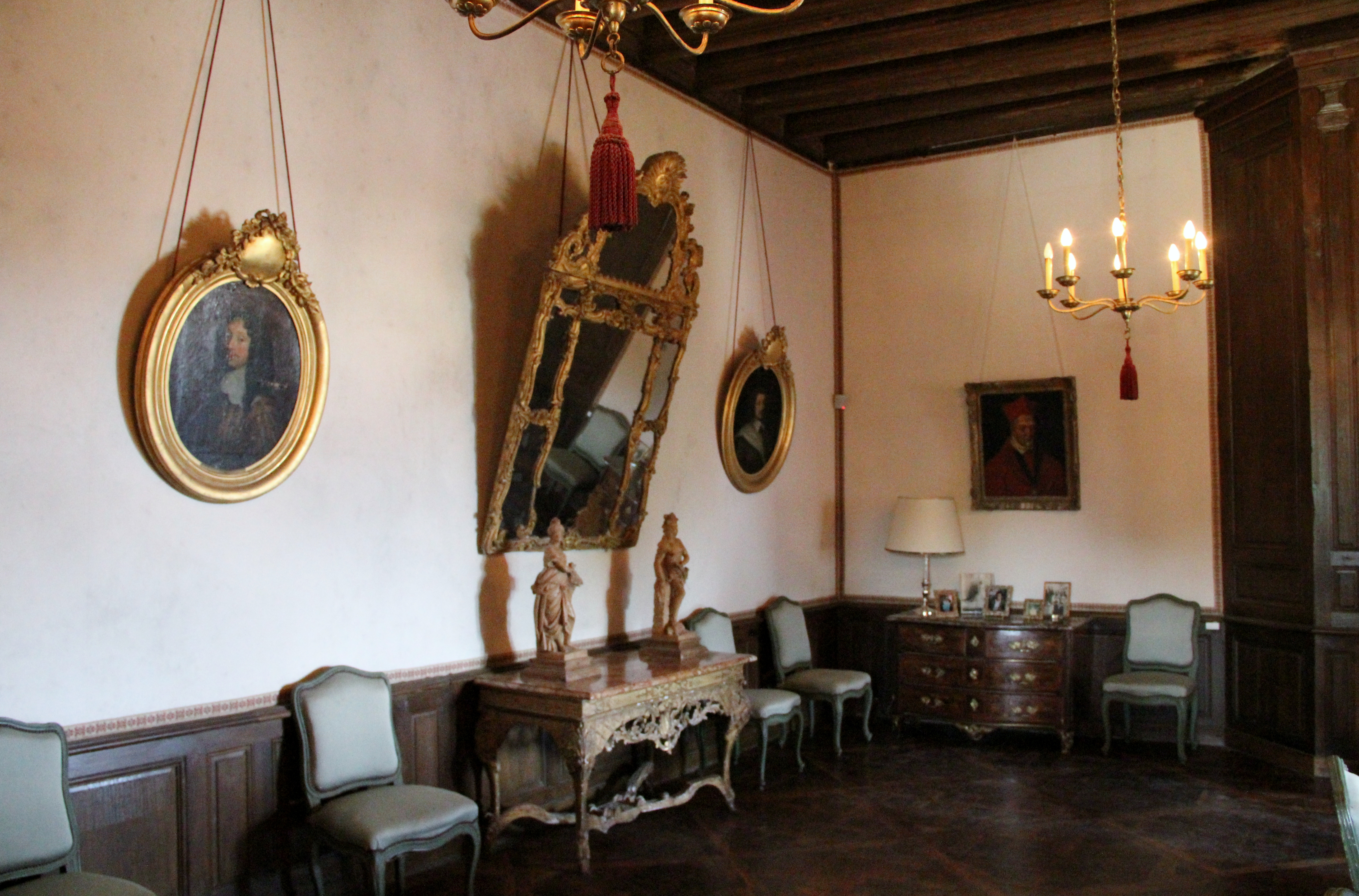
Spiegel im Stil Louis XIV

### Italienischer Brunnen
Das große Becken (4 m Durchmesser) auf einem Sockel auf der südlichen Esplanade des Schlosses ist der Hauptbestandteil des monumentalen Brunnens aus Carrara-Marmor, der 1509 aus Italien für den Ehrenhof des Schlosses Gaillon (Département Eure) aufgestellt wurde, das seit 1262 im Besitz der Erzbischöfe von Rouen war und von Kardinal Georges d’Amboise von 1506 bis 1509 zu einem „italienischen Palast“ und dem ersten französischen Schloss im Renaissancestil umgebaut wurde.
Der Brunnen, der sich in einem schlechten Zustand befand, wurde auf Befehl des Kardinals Saulx-Tavannes (befördert am 18. Dezember 1733) abgebaut.
Da der letzte Erzbischof und Primas der Normandie (25. April 1759) Kardinal Dominique de La Rochefoucauld war, wurden das Becken und sein Sockel zum später zerstörten Schloss Liancourt transportiert, das dieser Familie gehörte, und schließlich hier aufgestellt.